# Liste der Sinfonien von Anton Bruckner
Der österreichische Komponist Anton Bruckner komponierte elf Sinfonien, die erste, die Sinfonie in f-Moll aus dem Jahr 1863, die letzte, die unvollendete Neunte Sinfonie von 1893 bis 1896.
Bruckners f-Moll-Sinfonie von 1863 wurde zunächst als Sinfonie Nr. 1 bezeichnet, und in einem Brief an seinen Freund Rudolf Weinwurm vom 29. Januar 1865 bezeichnete Bruckner die c-Moll-Sinfonie, an der er damals arbeitete, als seine Sinfonie Nr. 2. Später entschied sich Bruckner, die f-Moll-Sinfonie unnummeriert zu lassen, und nannte die c-Moll-Sinfonie von 1865/66 seine „Sinfonie Nr. 1“. In ähnlicher Weise wurde die d-Moll-Sinfonie von 1869 ursprünglich als Sinfonie  Nr. 2 bezeichnet, während die c-Moll-Sinfonie von 1872 seine Sinfonie Nr. 3 war. Irgendwann in den Jahren 1872 oder 1873 beschloss Bruckner, die d-Moll-Sinfonie unnummeriert zu lassen, und nannte die c-Moll-Sinfonie von 1872 seine „Sinfonie Nr. 2“.

## Linzer Zeit

### Sinfonie d-Moll (1863)
Noch vor der Fertigstellung seiner Sinfonie f-Moll hatte Bruckner am 7. Januar 1863 Skizzen für eine Sinfonie in d-Moll, WAB add 244, angefertigt (Österreichische Nationalbibliothek – Mus.Hs.44706, Seiten 311–314 & 319–321). Ricardo Luna orchestrierte die zwanzig geborgenen Fragmente.

### Sinfonie f-Moll
Otto Kitzler stellte Bruckner als Höhepunkt seines Studiums drei letzte Aufgaben: ein Chorwerk (Psalm 112), eine Ouvertüre (die Ouvertüre in g-Moll) und eine Sinfonie. Die Sinfonie in  f-Moll wurde 1863 vollendet. Bruckner lehnte dieses Werk später ab, zerstörte es aber nicht. Diese Sinfonie erinnert zwar an frühere Komponisten wie Robert Schumann, trägt aber auch die Handschrift des späteren Bruckner-Stils. Sie wird heute auch als „Studiensinfonie“ bezeichnet.

### Sinfonie Nr. 1 c-Moll
Bruckners Sinfonie Nr. 1 in c-Moll – von Bruckner manchmal „das kecke Beserl“ genannt, – wurde 1866 fertiggestellt, aber das Originalmanuskript dieser Sinfonie wurde erst 1998 rekonstruiert. Stattdessen ist sie in zwei Fassungen allgemein bekannt, der sogenannten „Linzer Fassung“ – die hauptsächlich auf rhythmischen Überarbeitungen von 1877 in Wien beruht – und der vollständig revidierten „Wiener Fassung“ von 1891.

### Sinfonie d-Moll (1869)
Bruckners nächste Sinfonie war die Sinfonie in d-Moll von 1869, die sogenannte „Sinfonie Nr. 0“ („Die Nullte“), ein Werk, das so scharf kritisiert wurde, dass Bruckner es ganz zurückzog. Zu seinen Lebzeiten wurde es überhaupt nicht aufgeführt.

### Sinfonie B-Dur
Bruckners nächster Versuch war die Skizze des ersten Satzes zu einer Sinfonie B-Dur, an der er danach aber nicht mehr arbeitete. Ricardo Luna transkribierte es zuerst für Kammerensemble: Ricardo Luna, Bruckner unknown – CD Preiser Records PR 91250, 2013, und später für Symphonieorchester.

## Wiener Zeit

### Sinfonie Nr. 2 c-Moll
Die Sinfonie Nr. 2 in c-moll von 1871/1872 wurde 1873, 1876, 1877 und 1892 revidiert. Sie wird manchmal als „Sinfonie der Pausen“ bezeichnet, weil sie dramatische Pausen des gesamten Orchesters verwendet, die die Form des Stücks betonen. In der Carragan-Ausgabe der Fassung von 1872 steht das Scherzo an zweiter und das Adagio an dritter Stelle. Sie ist in der gleichen Tonart wie Nr. 1.

### Sinfonie Nr. 3 d-Moll
Bruckner komponierte seine Sinfonie Nr. 3 in d-Moll im Jahr 1873. Er legte es Wagner zusammen mit dem Zweiten vor und fragte, welche davon er ihm widmen dürfe. Wagner wählte die Dritte, und Bruckner schickte ihm bald darauf eine Reinschrift, weshalb die Originalfassung der „Wagner-Sinfonie“ trotz Überarbeitungen in den Jahren 1874, 1876, 1877 und 1888/9 so gut erhalten ist. Ein Faktor, der Wagner bei der Wahl der Widmung half, war, dass die Dritte Zitate aus Wagners Musikdramen enthält, wie z. B. Die Walküre und Lohengrin. Die meisten dieser Zitate wurden in den überarbeiteten Versionen entfernt.

### Sinfonie Nr. 4 Es-Dur,Romantische
Bruckners Sinfonie Nr. 4 in Es-Dur war sein erster großer Erfolg. Sie ist besser bekannt als die „Romantische Sinfonie“, der einzige Beiname, den der Komponist selbst für eine Sinfonie verwendete. Die Fassung von 1874 wurde selten gespielt; Der Erfolg stellte sich 1878 ein, aber erst nach größeren Überarbeitungen, darunter ein völlig neues Scherzo und Finale, und 1880/81 erneut mit einem völlig neu geschriebenen Finale. In den Jahren 1886/88 nahm Bruckner kleinere Überarbeitungen dieser Sinfonie vor.

### Sinfonie Nr. 5 B-Dur
Bruckners Sinfonie Nr. 5 in B-Dur krönt seine produktivste Epoche des Sinfonieschreibens, die Anfang 1876 vollendet wurde. Bis vor kurzem war nur die gründlich revidierte Fassung von 1878 bekannt. Viele betrachten diese Sinfonie als Bruckners Lebenswerk auf dem Gebiet des Kontrapunkts. So ist das Finale ein kombinierter Satz in Fuge- und Sonatenform.

### Sinfonie Nr. 6 A-Dur
Die Sinfonie Nr. 6 in A-Dur aus den Jahren 1879 bis 1881 ist ein oft vernachlässigtes Werk. Während der „Bruckner-Rhythmus“ (zwei Viertel plus eine Vierteltriole oder umgekehrt) ein wichtiger Teil seiner früheren Sinfonien ist, durchdringt er dieses Werk vor allem im ersten Satz, was die Aufführung besonders erschwert.

### Sinfonie Nr. 7 E-Dur
Die Sinfonie Nr. 7 in E-Dur war die beliebteste Sinfonie Bruckners beim damaligen Publikum und erfreut sich bis heute großer Beliebtheit. Sie wurde 1881–1883 geschrieben und 1885 überarbeitet. Als Bruckner mit der Arbeit an dieser Sinfonie begann, war er sich bewusst, dass Wagners Tod unmittelbar bevorstand, und so ist das Adagio für Wagner eine langsame, traurige Musik (der Höhepunkt des Satzes kommt beim Probenbuchstaben W), und zum ersten Mal in Bruckners Œuvre sind die Wagnertuben im Orchester enthalten.

### Sinfonie Nr. 8 c-Moll
Bruckner begann mit der Komposition seiner Sinfonie Nr. 8 in c-Moll aus dem Jahr 1884. 1887 schickte Bruckner das Werk an Hermann Levi, den Dirigenten, der seine Siebte zu großem Erfolg geführt hatte. Levi, der Bruckners Siebte Sinfonie als die größte Sinfonie nach Beethoven bezeichnet hatte, glaubte, dass die Achte ein verwirrendes Durcheinander sei. Am Boden zerstört von Levis Einschätzung überarbeitete Bruckner das Werk, teilweise mit Hilfe von Franz Schalk, und vollendete diese Neufassung 1890.

### Sinfonie Nr. 9 d-Moll
Die letzte Errungenschaft in Bruckners Leben sollte seine  Sinfonie Nr. 9 d-Moll, die er im August 1887 begann und die er »Gott dem Geliebten« widmete. Die ersten drei Sätze waren bis Ende 1894 vollendet, allein das Adagio nahm 18 Monate in Anspruch, und die letzten achtzehn Monate von Bruckners Leben widmeten sich dem Finale des vierten Satzes. Die Arbeit verzögerte sich durch den schlechten Gesundheitszustand des Komponisten und durch seinen Zwang, seine frühen Sinfonien zu revidieren, und als er 1896 starb, hatte er den letzten Satz noch nicht vollendet. Die ersten drei Sätze blieben bis zu ihrer Uraufführung am 11. Februar 1903 in Wien (in der stark revidierten Fassung von Ferdinand Löwe) unaufgeführt. Bruckner schlug vor, sein Te Deum als Finale zu verwenden, das die Hommage an Beethoven’s Neunte Sinfonie  (ebenfalls in d-Moll). Das Problem war, dass das Te Deum in C-Dur steht, während die Neunte Sinfonie in d-Moll steht, und obwohl Bruckner begann, einen Übergang von der Adagio-Tonart E-Dur zur triumphalen Tonart C-Dur zu skizzieren, verfolgte er die Idee nicht weiter. Bis zu seinem Tod am 11. Oktober 1896 hatte Bruckner den größten Teil, wenn nicht sogar den gesamten Teil des Finales des vierten Satzes vollendet, mit etwa 560 Takten in nummerierten, sequentielle Doppelblätter von Bruckners eigener Hand. Es gab mehrere Versuche, das überlieferte Manuskriptmaterial des Finales zusammenzustellen, wo nötig zu ergänzen und für die Aufführung vorzubereiten. Die beiden bekanntesten Ergänzungen stammen von William Carragan (1983–2010) und einem Komitee aus Musikwissenschaftlern, Komponisten und Dirigenten – Nicola Samale, John Philips, Benjamin-Gunnar Cohrs und Giuseppe Mazzuca (SPCM, 1984–2012).